# Leesville (Luizjana)
Leesville – miasto w Stanach Zjednoczonych, w stanie Luizjana, siedziba administracyjna parafii Vernon.